# Route 785 (Nouveau-Brunswick)
Pour les articles homonymes, voir Route 785.
La route 785 est une route locale du Nouveau-Brunswick située dans le sud-ouest de la province, au nord-est de Saint-George. Elle traverse une région essentiellement boisée. De plus, elle mesure 69 kilomètres, et n'est pas pavée sur toute sa longueur, alors qu'une section de la route est en gravier.

## Tracé
La 785 débute à Pennfield, sur la route 1, environ 5 kilomètres à l'est de Saint-George, et 62 kilomètres à l'ouest de Saint Jean. Elle commence par traverser Pennfield Corner, puis elle se dirige vers le nord en traversant Utopia et en croisant notamment la route 780. Elle continue ensuite sa route vers le nord en traversant beaucoup plus isolée et boisée, ne croisant que quelques routes forestières. Elle passe près des lacs Utopia, McDougall et Cranberry. Elle se termine à Central Blissville, sur la route 101, dans une région plus urbanisée. 

## Intersections principales
| route 785          |                    |    |                                                           |                                            |
| Comté              | Location           | km | Intersection/Destinations                                 | Notes                                      |
| Comté de Charlotte | Pennfield          | 0  | R-1, R-176 sud, Blacks Harbour, Saint-Stephen, Saint Jean | extrémité sud de la 785; sortie 60 de la 1 |
| Comté de Charlotte | Utopia             | 5  | R-780, Saint-George, Lepreau                              |                                            |
| Comté de Sunbury   | Central Blissville | 69 | R-101, Tracy, Fredericton, Blissville                     | extrémité nord de la 785                   |